# Mister H
 (février 2012).
Si vous disposez d'ouvrages ou d'articles de référence ou si vous connaissez des sites web de qualité traitant du thème abordé ici, merci de compléter l'article en donnant les références utiles à sa vérifiabilité et en les liant à la section « Notes et références ».
Mister H est le tout premier single de la chanteuse malienne Inna Modja issu de l'album Everyday is a New World paru en octobre 2011. La musique a été composée et écrite par Inna Modja et Loïc de Dévéhat. La musique dure au total 2:34 minutes. 
La chanson a été interprétée dans de  nombreux plateaux télé comme Vivement dimanche et Taratata.